# Adam Wladislawowitsch Rakowski
Adam Wladislawowitsch Rakowski, russisch Адам Владиславович Раковский, (* 24. Dezember 1879 in Międzyrzec Podlaski; † 7. Juni 1941 in Moskau) war ein russischer Chemiker (Physikalische Chemie).
Rakowski studierte von 1899 bis 1903 Chemie und Naturwissenschaften an der Lomonossow-Universität und arbeitete dann zunächst im Labor des Finanzministeriums. 1915 wurde er Privatdozent, war ab 1917 Laborleiter und 1922 Professor für anorganische Chemie an der Lomonossow-Universität Moskau. 1929 übernahm er den Lehrstuhl für anorganische Chemie und 1930 den für Physikalische Chemie. Er war auch 1919 bis 1941 Mitarbeiter am Institut für Reaktionen reiner Chemikalien, in dem er sich mit Analytischer Chemie befasste (Reinheitsgrade von Alkoholen, Salzen, Edelmetallen) und zeitweise in die Werksleitung einer Chemiefabrik eingebunden.
Rakowski befasste sich zunächst mit Kettenreaktionen und von 1905 bis 1913 mit Adsorption und Desorption an Kolloiden. Später baute er ein Labor für chemische Thermodynamik an der Lomonossow-Universität auf. 1933 wurde er zum korrespondierenden Mitglied der Akademie der Wissenschaften der UdSSR gewählt.
1932 wandte er Löslichkeitsdiagramme von Salzen in der Industrie an, er untersuchte heterogene Gleichgewichte bei hohen Temperaturen, Partialdrücke binärer Gemische mit Entwicklung von Messmethoden hoher Drücke bei hohen Temperaturen, Untersuchung trinärer Mischungen von Salzen und Wasser und die Theorie der heteropolaren Bindung.

## Schriften
- Adsorption. (Russisch), 1913.